# Schulmathematik
Die Schulmathematik bezeichnet die Gesamtheit der an den Schulen vermittelten mathematischen Inhalte. Eine einheitliche Definition des Begriffes „Schulmathematik“ oder eine Abgrenzung zum verwandten Wort Elementarmathematik gibt es nicht. Die Mathematikdidaktiker Andreas Büchter und Hans-Wolfgang Henn verwenden im Handbuch der Mathematikdidaktik folgende Arbeitsdefinition: „Unter Schulmathematik verstehen wir die Auswahl der fachlichen Gegenstände, Betrachtungen und Arbeitsweisen, die für den Mathematikunterricht vorgesehen sind, zusammen mit den Begründungszusammenhängen und Zielsetzungen bei ihrer Auswahl“.

## Inhalte
Eine genaue Liste an Themen, die man zur Schulmathematik rechnet, hängt von den jeweiligen Lehrplänen ab und ist daher sowohl zeitlich als auch örtlich variabel. Aufgrund der zahlreichen Vorkurse, die zu Beginn des Mathematikstudiums noch vor den eigentlichen Lehrveranstaltungen abgehalten werden und zur Auffrischung dienen, kann man dennoch eine grobe Liste ausmachen, welche Themen aus Sicht der Universitäten dazugehören. Im 2014 erschienenen Buch Vorkurs Mathematik werden folgende Themen behandelt:
- Grundlagen der Aussagenlogik
- Äquivalenzumformungen und Terme
- Verschiedene Arten von Funktionen (lineare, quadratische, Exponentialfunktion, Polynome, Trigonometrie …)
- Differential- und Integralrechnung
- Vektorrechnung

## Verhältnis zur Hochschulmathematik
Meistens wird der Begriff Schulmathematik als Abgrenzung zur Hochschulmathematik, der an den Hochschulen gelehrten Mathematik, verwendet. Gemeint sind nicht nur die Inhalte, sondern auch die Methodik und die Didaktik (siehe unten bei doppelter Diskontinuität). Aber auch hier besteht das Problem, dass man wohl kaum die Schulmathematik trennscharf von der Hochschulmathematik trennen kann. Eine zweite Sichtweise wäre, dass man die Schulmathematik als (echte) Teilmenge der Hochschulmathematik auffasst.
Gelegentlich wird der Begriff Schulmathematik abgelehnt, da er eine völlig andere Form der Schulmathematik suggeriere, die nur an Schulen existiere. Aus diesem Grund verwendete Hellmuth Kneser den Begriff „mathematischer Schulstoff“. Über die Teilmengenbeziehung zwischen der „Schulmathematik“ und der „gesamten“ Mathematik schreibt Bernhard Kroen: „Die Schulmathematik ist nicht eine abgespeckte Form der wissenschaftlichen Mathematik, sondern die abgespeckte Form einer winzigen Auswahl aus möglichen Inhalten“.

## Doppelte Diskontinuität
Dass die an den Schulen gelehrte Mathematik sich von der „herkömmlichen“ Mathematik in gewisser Weise unterscheidet, fiel spätestens Ende des 19. Jahrhunderts mit der Professionalisierung des Lehramtes auf. Auf den Mathematiker Felix Klein geht der Begriff doppelte Diskontinuität zurück. Damit meint er, dass Lehrer von der Schule ins Studium (erste Diskontinuität) und vom Studium ins Lehramt (zweite Diskontinuität) jeweils eine „Kluft“ zu überspringen hätten. Konkret dazu schrieb er:

„Der junge Student sieht sich am Beginn seines Studiums vor Probleme gestellt, an denen ihn nichts mehr an das erinnert, womit er sich bisher beschäftigt hat, und natürlich vergisst er daher alle diese Dinge rasch und gründlich. Tritt er aber nach Absolvierung des Studiums ins Lehramt über, so muss er eben diese herkömmliche Elementarmathematik schulmäßig unterrichten, und da er diese Aufgabe kaum selbstständig mit der Hochschulmathematik in Zusammenhang bringen kann, so nimmt er bald die althergebrachte Unterrichtstradition auf, und das Hochschulstudium bleibt ihm nur eine mehr oder minder angenehme Erinnerung, die auf seinen Unterricht keinen Einfluss hat.“

Die Kluft besteht darin, auf welche Art und Weise Mathematik an der Schule und an den Hochschulen gelehrt wird. Man kann die Kluft nicht alleine darauf reduzieren, dass an den Universitäten andere, mehr oder abstraktere Themen gelehrt werden. Meistens werden folgende Punkte benannt:
|                      | Schulmathematik                                | Hochschulmathematik                                       |
| -------------------- | ---------------------------------------------- | --------------------------------------------------------- |
| Zweck                | Allgemeinbildung                               | Mathematik als Wissenschaft                               |
| Begriffsdefinitionen | Anwendungsorientiert und kontextgebunden       | Formell                                                   |
| Aufbau               | Induktiv und an Beispielen orientiert          | Axiomatisch-deduktiv nach Definition-Satz-Beweis-Struktur |
| Beweismethode        | Plausibles argumentieren anhand von Beispielen | mathematisch strenge Beweise                              |

Es handelt sich hierbei um Tendenzen, die sich aufgrund der Zielgruppe (Schüler versus Studenten) ergeben, und soll nicht suggerieren, dass in Vorlesungen etwa gar keine Beispiele zur Motivation benutzt würden. Trotz der Diskrepanz und der daran geäußerten Kritik sehen es die meisten Fachdidaktiken als notwendig an, dass Mathematik-Lehrer auch Kenntnisse über Aspekte außerhalb der Schulmathematik besitzen.
Auch empirisch lässt sich feststellen, dass vor allem die erste Diskontinuität, die nicht nur Lehramtsstudenten zu überwinden haben, für die Studienbeginn hinderlich sind. 2022 fand eine Studie des Deutschen Zentrums für Hochschul- und Wissenschaftsforschung (DZHW) heraus, dass 51 % aller Studienanfänger der Mathematik das Studium nicht beendeten, was ein überdurchschnittlich hoher Wert ist.